# Raimundo Nonato Souza Martins
Raimundo Nonato Souza Martins (* 16. September 1956 in São Paulo de Olivença) ist ein brasilianischer Kommunalpolitiker.

## Werdegang
Souza Martins ist Mitglied des Partido Social Democrático (PSD). Bei den Kommunalwahlen 2012 wurde er zum Präfekten der Stadt São Paulo de Olivença gewählt. Seine Amtszeit dauerte vom 1. Januar 2013 bis 31. Dezember 2016.